# Fred Etchen
Fred Etchen (n. 25 septembrie 1884, Coffeyville⁠(d), Kansas, SUA – d. 6 noiembrie 1961, Phoenix, Arizona, SUA) a fost un trăgător de tir ce a reprezentat Statele Unite ale Americii, medaliat olimpic. A participat la o ediție a Jocurilor Olimpice (1924) în care a câștigat o medalie de aur.

## Participări
Lista de mai jos prezintă principalele competiții la care a participat Fred Etchen de-a lungul carierei.
- shooting at the 1924 Summer Olympics – men's team clay pigeons[*]